# Deutsche Meisterschaften 1942
Als Deutsche Meisterschaft(en) 1942 oder DM 1942 bezeichnet man folgende Deutsche Meisterschaften, die im Jahr 1942 stattgefunden haben: 
- Deutsche Eishockey-Meisterschaft 1942
- Deutsche Fechtmeisterschaften 1942
- Deutsche Leichtathletik-Meisterschaften 1942
- Deutsche Schwimmmeisterschaften 1942
- Deutsche Turn- und Spielmeisterschaften 1942
- Deutsche Turnmeisterschaften 1942
- Deutsches Meisterschaftsrudern 1942